# Eich (Svizzera)
Eich (toponimo tedesco) è un comune svizzero di 1 623 abitanti del Canton Lucerna, nel distretto di Sursee.

## Geografia fisica
Il territorio di Eich si estende sulla sponda orientale sul lago di Sempach.

## Storia
Il comune di Eich fu istituito nel 1819 per scorporo da quello di Sempach.

### Simboli
La quercia (in tedesco Eiche) è un'arma parlante.

## Monumenti e luoghi d'interesse
- Chiesa cattolica di San Lorenzo, attestata dal 1275 e ampliata nel 1418, nel 1500 circa e nel 1807-1808[3].

## Società

### Evoluzione demografica
L'evoluzione demografica è riportata nella seguente tabella:
Abitanti censiti

## Economia
L'economia locale si basa prevalentemente sul settore terziario e sul pendolarismo in uscita.